# Accident de l'Iliouchine Il-76 en république démocratique du Congo en 2003
L'accident de l'Iliouchine Il-76 en république démocratique du Congo se produisit le 8 mai 2003 lorsque la porte de soute arrière d'un Iliouchine Il-76 de l'Armée ukrainienne affrété par l'Armée congolaise, parti de Kinshasa à destination de Lubumbashi, s'ouvre au-dessus du Kasaï près de Mbujimayi et déstabilise l'avion, précipitant dans le vide (à environ 3 000 mètres d'altitude) quelque 160 des 200 personnes présentes dans la soute. L'avion fit demi-tour et put atterrir à Kinshasa sans incident.
Les victimes étaient surtout des membres des forces de police et leurs familles, mais aussi de nombreux clandestins.
Les décomptes officiels des victimes font état de 7 ou 14 victimes,,.